# Wei Jingsheng
Wei Jingsheng (født 20. maj 1950 i Peking) er en kinesisk aktivist for demokrati og menneskerettigheder i Kina. Han blev kendt, da han i slutningen af 1978 på en vægavis i Peking krævede "den femte modernisering", demokrati.

## Ungdom og aktivisme under kulturrevolutionen
Wei Jingsheng stammer fra Jinzhai i Anhui-provinsen. Hans forældre blev tidligt medlemmer af Kinas kommunistiske parti, og han voksede op som et relativt privilegieret medlem i partieliten, tilhørende en fremstående partikadrefamilie. Under kampagnen mod højreelementer i slutningen af 1950'erne blev Weis fader forfulgt, men han blev rehabiliteret allerede i 1961. Da Wei afsluttede gymnasiet i 1966, udbrød kulturrevolutionen, og de fleste skoler i landet blev lukkede. Han blev snart rødgardist og rejste rundt i Kina for at sprede revolutionen i landet. Wei opdagede derved hvor fattigt, Kina fortsat var, og begyndte at revurdere sin politiske overbevisning. For at undgå at blive sendt til landdistrikterne søgte Wei ind i Folkets befrielseshær. Wei forblev i hæren frem til 1973, da han blev tilldelt arbejde som elektriker ved Pekings zoo.
I begyndelsen af 1970-erne var Wei en kort tid forlovet med den tibetanske kommunist Phünwangs datter, Pengnyi, men forlovelsen blev ophævet på grund af indvendinger fra både Weis og kærestens familier. Den ophævede forlovelse med Pengyi gjorde, at Wei fik øjnene op for modsætningerne mellem hankinesere og tibetanere, og han overvejede en overgang at studere tibetansk historie.

## Wei som demokratiaktivist
Wei Jingsheng kom i rampelyset i perioden efter Maos død, da mange intellektuelle offentliggjorde vægaviser på en mur i det vestlige Peking, som fik øgenavnet "Demokratimuren". Den 5 december 1978 opsatte Wei en vægavis under titlen "Den femte modernisering: demokrati og andet", hvori han krævede, at den kinesiske regering skulle supplere de fire moderniseringer med demokratiska reformer. Wei afslørede tillige eksistensen af Qingcheng-fængslet i et essay kaldet "1900-tallets bastillen", hvor han blandt andet anvendte oplysninger fra Phünwang, som tidligere havde været indespærret der. I foråret 1979 skærpede han sin kritik af den kinesiske regering og kaldte blandt andet Deng Xiaoping for en "diktator".
Wei blev arresteret den 29. marts 1979 for at have "lækket statshemmeligheder" til udenlandske journalister og dømtes til 15 års fængsel. De første år tilbragte han i en gummicelle i Peking og senere i Qingcheng-fængslet nord for hovedstaden. I 1984 blev han overført til den isolerede tvangsarbejdslejr Tanggemu (tibetansk: Tang Karma) i det vestlige Kina. Der forblev han til 1989, hvorefter han flyttedes til en saltfabrik i Tangshan i nærheden af Peking.

## Liv i eksil
Efter næsten 18 år i fængsel blev Wei frigivet i 1997, officielt af medicinske årsager. Han fortsatte med sin offentlige kritik og efterfølgende blev han tvunget til at gå i eksil i USA, hvorfra han fortsatte sin politiske kamp. Han har modtaget en lang række hædersbevisninger og udmærkelser, blandt disse Olof Palme-prisen i 1994 og Sakharov-prisen i 1996.

## Hædersbevisninger og udmærkelser
- Olof Palme-prisen 1994
- Robert F. Kennedy Human Rights Award[11]
- Sakharov-prisen 1996[12]